# Gravitino
Gravitino (symbol G͂) je superpartner gravitonu, jak předpokládá teorie kombinující obecnou relativitu a supersymetrii; tj. teorie supergravitace. Pokud existuje, je to fermion se spinem 3/2, je tedy řízen Rarito-Schwingerovou rovnicí.
Pole gravitina se konvenčně napíše jako ψμα, kde je  μ = 0,1,2,3 index čtyřvektoru
a α = 1,2 je index spinoru.

## Charakteristika
Pro μ = 1 by se dostal do negativního standardního stavu, jako všechny nehmotné částice se spinem 1 nebo větším. Tyto stavy nejsou fyzikální, a pro soudržnost tu musí být kalibrační invariance, která tyto stavy zruší: δψμα = ∂μεα kde εα(x) je spinorová funkce časoprostoru. Tato kalibrační invariance je lokální supersymetrická transformace a výsledná teorie je teorie supergravitace.
Gravitino je fermion zprostředkující interakci supergravitace, stejně jako foton zprostředkující elektromagnetismus a pravděpodobně graviton zprostředkující gravitaci. Kdykoliv je supersymetrie narušena teorií supergravitace, získává hmotu, která je určena na stupnici, nakolik je supersymetrie narušena. Je to velmi rozdílné pro jednotlivé odlišné modely supersymetrického narušení, ale pokud je supersymetrie řešením hierarchického problému standardního modelu, tak by gravitino nemělo být těžší než 1TeV.

## Kosmologický problém gravitina
Pokud má gravitino opravdu hmotnost v řádu TeV, tak to vytváří problém ve standardním modelu kosmologie, alespoň naivně.
Jednou z možností je, že gravitino je stabilní. To by bylo v případě, že gravitino je nejlehčí supersymetrická částice a R-parita se zachovává (nebo téměř). V tomto případě je gravitino kandidátem na temnou hmotu; gravitina jako taková by měla být vytvořena ve velmi raném vesmíru. Nicméně, někdo může spočítat hustotu gravitina a ukáže se, že je mnohem vyšší, než pozorovaná hustota temné hmoty.
Jiná možnost je, že je gravitino nestabilní. Výše uvedená gravitina by se rozpadla a nepřispěla k pozorování hustoty temné hmoty. Ale, protože se rozkládají pouze gravitací, jejich doba života je velmi dlouhá, v řádu Mpl2/m3 v přirozených jednotkách, kde Mpl je Planckova hmotnost a m hmotnost gravitina. Pro gravitino s hmotností v řádech TeV by to bylo 105 sekund, což je déle než éra jaderné syntézy. Alespoň jeden z možných způsobů rozkladu musí zahrnovat jeden foton, nabitý lepton nebo mezon, z nichž každý by byl energeticky aktivní, aby zničil jádro, pokud jej zasáhne. Může se ukázat, že energetické částice vzniklé rozpadem mají dostatečnou energii na zničení většiny jader v éře jaderné syntézy, v rozporu s pozorováními. Ve skutečnosti by v takovém případě mohl být vesmír tvořen pouze z vodíku a vytvoření hvězd by bylo pravděpodobně nemožné.
Jedním z možných řešení kosmologického problému gravitina je rozdělení supersymetrického modelu, kde by mělo gravitino o hodně větší hmotnost v měřítku TeV, ale ostatní fermionové supersymetrické částice standardního modelu, se již objevují v tomto měřítku.
Dalším řešením je, že R-parita je lehce porušena a gravitino je nejlehčí supersymetrickou částicí.
To způsobí, že téměř všechny supersymetrické částice v raném vesmíru se rozpadají na částice standardního modelu porušením interakce R-paritou s dostatečným předstihem před syntézou prvotních jader, malá část se však rozpadá na gravitina, jejichž doba života je řádově vyšší, než je věk vesmíru v důsledku potlačení rychlosti v Planckových jednotkách a malé porušení spojení R-parity.